# Gemma (zarodnik)
Gemmy, komórki olbrzymie – zarodniki przetrwalnikowe tworzone przez niektóre grzyby niższe należące do drożdżowców (Endomycetales) i sprzężniaków (Zygomycota). Powstają interkalarnie na strzępkach w wyniku odcięcia i osłonięcia jej fragmentów grubszą ścianą (według niektórych autorów – nieznacznie grubszą lub czasem także cienką), posiadają dużą ilość substancji zapasowych. Mają różne wielkości i kształty.